# Jürgen Leibiger
Jürgen Leibiger (* 1952 in Kirchberg (Sachsen)) ist ein deutscher Wirtschaftswissenschaftler.

## Werdegang
Leibiger legte 1971 das Abitur an der Erweiterten Oberschule in Wilkau-Haßlau ab und wurde im gleichen Jahr für den Studiengang Ökonomische Kybernetik an der Martin-Luther-Universität in Halle immatrikuliert. Er schloss das Studium 1975 als Diplomökonom in der Spezialisierung Mathematik und Datenverarbeitung in der Wirtschaft ab. Nach drei Jahren Tätigkeit in der Industrie nahm er 1978 eine Aspirantur an der Sektion „Sozialistische Betriebswirtschaft“ der TU Dresden auf, promovierte 1982 zum Dr. rer. oec. und habilitierte 1986 zum Dr. sc. oec. (umgewandelt in Dr. rer. oec. habil.). Er lehrte Geschichte der ökonomischen Lehrmeinungen, Politische Ökonomie des Kapitalismus und Volkswirtschaftslehre an der TU Dresden sowie 1986/1987 in Addis Abeba (Äthiopien) und wurde 1988 zum Dozenten berufen. Nach seiner Abwicklung von der Universität 1991 und kurzzeitiger Arbeitslosigkeit war er freiberuflich als Wirtschaftsjournalist tätig und ab 1992 bis zu seinem vorgezogenen Ruhestand 2015 Leiter der Abteilung Studiengänge und Dozent für Volkswirtschaftslehre und Finanzwissenschaften an der Sächsischen Verwaltungs- und Wirtschaftsakademie e.V. in Dresden. Er ist Mitglied des Wissenschaftlichen Beirats von „Z. Zeitschrift Marxistische Erneuerung“. Bis 2023 war er Mitglied des wissenschaftlichen Beirats der Rosa-Luxemburg-Stiftung Sachsen. Er wirkt ehrenamtlich an der Dresdner Seniorenakademie „Wissenschaft und Kunst e.V.“ mit. Es liegen etwa 200 wissenschaftliche und populärwissenschaftliche Veröffentlichungen und zahlreiche Vorträge insbesondere zu Fragen der politischen Ökonomie, der aktuellen Wirtschaftslage und der Wirtschaftspolitik vor. Leibiger lebt in Radebeul bei Dresden, ist verheiratet und hat zwei Kinder.

## Publikationen (nur Bücher und Herausgeberschaften)
- Selbst auf die Gefahr des Galgens. Alltägliche Widersprüche, Verrücktheiten und Verbrechen des Kapitals. Köln 2024. ISBN 978-3-89438-825-6.
- Eigentum im 21. Jahrhundert. Metamorphosen, Transformationen, Revolutionen. 1. Aufl. Münster 2022, 2. Aufl. Münster 2023. ISBN 978-3-89691-073-8.
- als Hrsg.: Digitale Revolution und Gesellschaft. Was bringen die Roboter? Rosa-Luxemburg-Stiftung Leipzig 2019. ISBN 978-3-947176-15-1.
- als Hrsg. mit Dieter Janke und Manfred Neuhaus: Marx‘ Kapital im 21. Jahrhundert. Rosa-Luxemburg-Stiftung Leipzig 2017. ISBN 978-3-947176-01-4.
- als Hrsg. mit Dieter Janke: digitale revolution & soziale verhältnisse im 21. Jahrhundert. Hamburg 2016. ISBN 978-3-89965-746-3.
- Wirtschaftswachstum – Mechanismen, Widersprüche, Grenzen. Köln 2016. ISBN 978-3-89438-607-8.
- als Hrsg. mit Dieter Janke: Welcher Kapitalismus, welche Krise? Finanzmarktkapitalismus in der Diskussion. Rosa-Luxemburg-Stiftung Sachsen, Leipzig 2015. ISBN 978-3-89819-423-5.
- Die Akkumulation des Kapitals: Vor dem finalen Crash? Online-Publikation der Rosa-Luxemburg-Stiftung Berlin 2013.
- Bankrotteure bitten zur Kasse. Mythen und Realitäten der Staatsverschuldung. Köln 2011. ISBN 978-3-89438-466-1.
- Zukunft Eigentum. Wem gehört die Republik? Berlin 2011. ISBN 978-3-320-02256-3.
- Reclaim the Budget – Staatsfinanzen reformieren. Einführung in eine alternative Finanzpolitik. Köln 2010. ISBN 978-3-89438-427-2.
- als Hrsg. mit Reinhard Balzk: Industriegeschichte der Stadt Dresden 1945-1990. Leipzig 2007. ISBN 978-3-89819-257-6.
- Ursachen der Massenarbeitslosigkeit und alternative Beschäftigungspolitik. Pankower Vorträge 73. Berlin 2005.
- mit Ronald Blaschke: Arbeitszeitverkürzung. Begründungen, Probleme, Lösungsansätze. Leipzig 2004. ISBN 3-89819-189-3.
- Alternative Eigentumspolitik: Gestaltungsfelder und Kriterien, rls standpunkte, Berlin 8/2004.
- Die Linke und das Wirtschaftswachstum. Supplement der Zeitschrift Sozialismus. Hamburg 2003. ISBN 3-89965-903-1.
- Die Krise der DDR-Wirtschaft. WWZ – Sonderdruck der Universität Basel, Nr. 3, 1990.
- Wissenschaftlich-technischer Fortschritt und Innovation in der gegenwärtigen bürgerlichen Politökonomie. Dissertation B. TU Dresden 1985.
- Die Widerspiegelung der Produktivkraftentwicklung in den bürgerlichen Theorien des gleichgewichtigen Wachstums. Dissertation A. TU Dresden    1981.